# Francja na Mistrzostwach Świata w Lekkoatletyce 2017
Francja na Mistrzostwach Świata w Lekkoatletyce 2017 – reprezentacja Francji podczas mistrzostw świata w Londynie liczyła 55 zawodników, którzy zdobyli 5 medali.

## Zdobyte medale
| Medal | Zawodnik              | Konkurencja        | Rezultat | Data        |
| ----- | --------------------- | ------------------ | -------- | ----------- |
| złoto | Pierre-Ambroise Bosse | bieg na 800 metrów | 1:44,67  | 8 sierpnia  |
| złoto | Kévin Mayer           | dziesięciobój      | 8768     | 12 sierpnia |
| złoto | Yohann Diniz          | chód na 50 km      | 3:33:12  | 13 sierpnia |
| brąz  | Renaud Lavillenie     | skok o tyczce      | 5,89     | 8 sierpnia  |
| brąz  | Mélina Robert-Michon  | rzut dyskiem       | 66,21    | 13 sierpnia |

## Skład reprezentacji
Mężczyźni
| Jimmy Vicaut                                                      | bieg na 100 metrów            | 10,15   | 15. Q | 10,09   | 6. q | 10,08   | 6.    |    |    |
| Jeffrey John                                                      | bieg na 200 metrów            | 20,66   | 30.   | NQ      | NQ   | NQ      | NQ    |    |    |
| Christophe Lemaitre                                               | bieg na 200 metrów            | 20,40   | 12. Q | 20,30   | 9.   | NQ      | NQ    |    |    |
| Teddy Atine-Venel                                                 | bieg na 400 metrów            | 45,90   | 30.   | NQ      | NQ   | NQ      | NQ    |    |    |
| Mamoudou Hanne                                                    | bieg na 400 metrów            | 45,89   | 29.   | NQ      | NQ   | NQ      | NQ    |    |    |
| Pierre-Ambroise Bosse                                             | bieg na 800 metrów            | 1:47,25 | 29. Q | 1:45,63 | 4. q | 1:44,67 | złoto |    |    |
| Samir Dahmani                                                     | bieg na 800 metrów            | 1:48,62 | 36.   | NQ      | NQ   | NQ      | NQ    |    |    |
| Mahiedine Mekhissi-Benabbad                                       | bieg na 1500 metrów           | 3:46,17 | 30.   | NQ      | NQ   | NQ      | NQ    |    |    |
| Garfield Darien                                                   | bieg na 110 m przez płotki    | 13,36   | 7. Q  | 13,17   | 2. Q | 13,30   | 4.    |    |    |
| Aurel Manga                                                       | bieg na 110 m przez płotki    | 13,58   | 24.   | NQ      | NQ   | NQ      | NQ    |    |    |
| Victor Coroller                                                   | bieg na 400 m przez płotki    | 50,00   | 23. q | 55,69   | 21.  | NQ      | NQ    | NQ | NQ |
| Mamadou Kassé Hanne                                               | bieg na 400 m przez płotki    | 49,34   | 3. Q  | 50,35   | 17.  | NQ      | NQ    | NQ | NQ |
| Ludvy Vaillant                                                    | bieg na 400 m przez płotki    | 49,49   | 9. Q  | 49,95   | 15.  | NQ      | NQ    | NQ | NQ |
| Mahiedine Mekhissi-Benabbad                                       | bieg na 3000 m z przeszkodami | 8:22,83 | 6. Q  | —       | —    | 8:15,80 | 4.    |    |    |
| Yoann Kowal                                                       | bieg na 3000 m z przeszkodami | 8:20,60 | 3. Q  | —       | —    | 8:34,53 | 13.   |    |    |
| Stuart Dutamby Jimmy Vicaut Méba-Mickaël Zézé Christophe Lemaitre | sztafeta 4 × 100 m            | 38,03   | 4. Q  | —       | —    | 38,48   | 5.    |    |    |
| Ludvy Vaillant Thomas Jordier Mamoudou Hanne Teddy Atine-Venel    | sztafeta 4 × 400 m            | 3:00,93 | 5. q  | —       | —    | 3:01,79 | 8.    |    |    |
| Kevin Campion                                                     | chód na 20 km                 | —       | —     | —       | —    | 1:21:46 | 24.   |    |    |
| Yohann Diniz                                                      | chód na 50 km                 | —       | —     | —       | —    | 3:33:12 | złoto |    |    |

| Zawodnik             | Konkurencja   | Kwalifikacje | Kwalifikacje | Finał | Finał   |
| Zawodnik             | Konkurencja   | Wynik        | Pozycja      | Wynik | Pozycja |
| -------------------- | ------------- | ------------ | ------------ | ----- | ------- |
| Axel Chapelle        | skok o tyczce | 5,70         | 5. q         | 5,65  | 6.      |
| Renaud Lavillenie    | skok o tyczce | 5,70         | 1. q         | 5,89  | brąz    |
| Valentin Lavillenie  | skok o tyczce | 5,60         | 14.          | NQ    | NQ      |
| Kévin Menaldo        | skok o tyczce | 5,45         | 22.          | NQ    | NQ      |
| Benjamin Compaoré    | trójskok      | 16,46        | 21.          | NQ    | NQ      |
| Jean-Marc Pontvianne | trójskok      | 16,78        | 9. q         | 16,79 | 8.      |
| Melvin Raffin        | trójskok      | 16,18        | 24.          | NQ    | NQ      |
| Lolassonn Djouhan    | rzut dyskiem  | 63,21        | 13.          | NQ    | NQ      |
| Quentin Bigot        | rzut młotem   | 76,11        | 3. Q         | 77,67 | 4.      |

Dziesięciobój
| Zawodnik       | Konkurencja | 100 m | LJ   | SP    | HJ   | 400 m | 110H  | DT    | PV   | JT    | 1500 m  | Wynik | Pozycja |
| -------------- | ----------- | ----- | ---- | ----- | ---- | ----- | ----- | ----- | ---- | ----- | ------- | ----- | ------- |
| Bastien Auzeil | Rezultat    | 11,35 | 6,87 | 15,23 | 1,96 | 50,36 | 14,59 | 46,86 | 4,80 | 60,80 | 4:39,80 | 7922  | 15.     |
| Bastien Auzeil | Punkty      | 784   | 783  | 804   | 767  | 798   | 900   | 805   | 849  | 750   | 682     | 7922  | 15.     |
| Kévin Mayer    | Rezultat    | 10,70 | 7,52 | 15,72 | 2,08 | 48,26 | 13,75 | 47,14 | 5,10 | 66,10 | 4:36,73 | 8768  | złoto   |
| Kévin Mayer    | Punkty      | 929   | 940  | 834   | 878  | 897   | 1007  | 811   | 941  | 830   | 701     | 8768  | złoto   |

Kobiety
| Zawodniczka                                                             | Konkurencja                   | Eliminacje | Eliminacje | Półfinał | Półfinał | Finał    | Finał   |
| Zawodniczka                                                             | Konkurencja                   | Rezultat   | Pozycja    | Rezultat | Pozycja  | Rezultat | Pozycja |
| ----------------------------------------------------------------------- | ----------------------------- | ---------- | ---------- | -------- | -------- | -------- | ------- |
| Orphée Neola                                                            | bieg na 100 metrów            | 11,58      | 33.        | NQ       | NQ       | NQ       | NQ      |
| Carolle Zahi                                                            | bieg na 100 metrów            | 11,41      | 28.        | NQ       | NQ       | NQ       | NQ      |
| Estelle Raffai                                                          | bieg na 200 metrów            | 23,72      | 33. Q      | 23,45    | 22.      | NQ       | NQ      |
| Elea-Mariama Diarra                                                     | bieg na 400 metrów            | 52,06      | 22.        | NQ       | NQ       | NQ       | NQ      |
| Déborah Sananes                                                         | bieg na 400 metrów            | 52,50      | 31.        | NQ       | NQ       | NQ       | NQ      |
| Maeva Danois                                                            | bieg na 3000 m z przeszkodami | 9:49,21    | 24.        | —        | —        | NQ       | NQ      |
| Orlann Ombissa-Dzangue Ayodelé Ikuesan Maroussia Paré Carolle Zahi      | sztafeta 4 × 100 m            | 42,92      | 9.         | —        | —        | NQ       | NQ      |
| Estelle Perrossier Déborah Sananes Agnès Raharolahy Elea-Mariama Diarra | sztafeta 4 × 400 m            | 3:27,59    | 8. q       | —        | —        | 3:26,56  | 4.      |

| Zawodniczka           | Konkurencja    | Kwalifikacje | Kwalifikacje | Finał | Finał   |
| Zawodniczka           | Konkurencja    | Wynik        | Pozycja      | Wynik | Pozycja |
| --------------------- | -------------- | ------------ | ------------ | ----- | ------- |
| Ninon Guillon-Romarin | skok o tyczce  | 4,20         | 20.          | NQ    | NQ      |
| Jessica Cérival       | pchnięcie kulą | 16,56        | 24.          | NQ    | NQ      |
| Jeanine Assani Issouf | trójskok       | 13,87        | 18.          | NQ    | NQ      |
| Mélina Robert-Michon  | rzut dyskiem   | 63,97        | 4. Q         | 66,21 | brąz    |
| Alexandra Tavernier   | rzut młotem    | 72,69        | 6. Q         | 66,31 | 12.     |

Siedmiobój
| Zawodniczka            | Konkurencja | 100H  | HJ   | SP    | 200 m | LJ   | JT    | 800 m   | Wynik | Pozycja |
| ---------------------- | ----------- | ----- | ---- | ----- | ----- | ---- | ----- | ------- | ----- | ------- |
| Antoinette Nana Djimou | Rezultat    | 13,46 | 1,71 | 14,61 | 25,17 | 6,05 | 44,94 | 2:21,14 | 6064  | 16.     |
| Antoinette Nana Djimou | Punkty      | 1056  | 867  | 835   | 871   | 865  | 762   | 808     | 6064  | 16.     |